# 満足遅延
満足遅延（まんぞくちえん、英: Delayed gratification）とは、より価値があり長続きする後の報酬のために、即時の報酬の誘惑に抵抗する能力のことである。これは将来のより大きなまたはより持続的な利益を達成するために、より小さな即時の快楽を断念することを含む。増加する研究文献は、満足を遅延する能力を、学業的成功、身体的健康、心理的健康、および社会的能力を含む他の多くの肯定的な結果と関連付けている。
人の満足遅延能力は、忍耐、衝動制御、自己制御、意志力など、自己調整に関与する他の同様のスキルと関連している。広義には、自己調整は環境の要求に応じて必要に応じて自己を適応させる人の能力を包含する。満足遅延は遅延割引の逆であり、遅延割引は「より大きいが遅延された報酬よりも小さな即時の報酬を好むこと」を指し、「報酬の主観的価値がその受け取りまでの遅延が増加するにつれて減少するという事実」を指す。遅延された報酬を選択する能力は認知感情的人格システム（CAPS）の制御下にあると理論化されている。
いくつかの要因が人の満足遅延能力に影響を与える可能性がある。気を紛らわすまたは「冷静な」思考の使用などの認知戦略は、遅延能力を高めることができ、前頭線条体経路における結合の強さなどの神経学的要因も同様である。行動研究者は強化遅延の選択を支配する随伴性に焦点を当て、遅延を延長するためにそれらの随伴性を操作する方法を研究してきた。年齢も役割を果たしており、5歳未満の子どもは顕著な満足遅延能力の欠如を示し、最も一般的に即時の満足を求める。男女間のわずかな差は、女性の方が報酬を遅延させることが上手である可能性を示唆している。即時の強化を求めるのではなく待つことを選択する能力の欠如は、先延ばしなどの回避関連行動や、不安、注意欠如多動症、うつ病などの他の臨床診断と関連している。
ジークムント・フロイトは、精神分析理論の創始者として、イドの即時的な快楽志向の欲求とスーパーエゴの道徳志向の選択のバランスを取るエゴの役割について論じた。ファンダーとブロックは、この話題に関する精神分析的研究を拡大し、衝動性、またはエゴ制御の欠如は、報酬がより望ましい場合に、遅延された報酬を選択する能力により強い影響を与えることを発見した。最後に、環境的および社会的要因も役割を果たしており、例えば、遅延は報酬の随伴性の自己課題的または外部的な性質、遅延中に必要とされる課題従事の程度、初期の母子関係の特徴、報酬の不確実な約束に関する過去の経験（例えば、貧困における）、そして現代の社会文化的期待とパラダイムによって影響を受ける。動物に関する研究は、その技能に影響を与える生態学的要因など、人間のサンプルでは容易にテストできない遅延満足の特徴を記述する別の文献群を構成している。

## 背景

### 認知感情処理システム
自己調整の十分に支持された理論の1つである認知感情的人格システム（CAPS）は、挑発に直面した際に、満足の遅延は「ホット」な調整戦略（すなわち、感情的、衝動的、自動的な反応）よりも「クール」な調整戦略（すなわち、冷静で、制御された認知的戦略）を使用する能力から生じることを示唆している。「ホット」な処理では、人は誘惑を引き起こす対象について、特にその最も魅力的な要素について熱心に考え、その結果、即時の報酬に抵抗することが less ableとなる。クールな戦略の使用は、行動に対するより多くの制御に変換することができる。効果的な「クール」戦略には、気を紛らわすことと、誘惑的な刺激の認識を再構築してそれをより魅力的でないように見せることが含まれる。例えば、行動上の問題を持つ思春期前の男子を対象とした1つの研究では、男子たちは目をそらしたり気を紛らわしたりするような「クール」な戦略を使用した際に、言語的および身体的攻撃の減少を示した。最も効果的な気晴らしの種類は、別の望ましい報酬を想像することであり、これは即時の誘惑から注意をそらす。

### スタンフォードのマシュマロ実験
遅延満足に関する画期的な研究 - 現在有名な「マシュマロ実験」- は、1960年代と1970年代にウォルター・ミッシェルによってスタンフォード大学で実施された。ミッシェルと彼の同僚たちは、就学前の子どもたちが誘惑に抵抗するために使用する戦略に興味を持っていた。彼らは4歳児にマシュマロを提示し、子どもたちに2つの選択肢があると告げた：（1）いつでもベルを鳴らして実験者を呼び、マシュマロを食べる、または（2）実験者が戻ってくる（約15分後）まで待ち、2つのマシュマロを獲得する。メッセージは「今小さな報酬、後でより大きな報酬」であった。一部の子どもたちは我慢できずにマシュマロを食べたが、他の子どもたちは満足を遅延させ、切望した2つのマシュマロを獲得することができた。フォローアップ実験で、ミッシェルは、子どもたちが特定の「クール」な気晴らし技法（目を覆う、机の下に隠れる、歌を歌う、または目の前のマシュマロの代わりにプレッツェルを想像する）を使用した場合、あるいはマシュマロについての考え方を変えた場合（その粘り気のある美味しい味ではなく、綿球との類似性に焦点を当てる）、より長く待つことができることを発見した。
長く待つことのできた子どもたちは、10代や成人として再評価された際、同年代の子どもたちと比較して顕著な利点を示した。10代の時点で、より高いSATスコア、社会的能力、自信、自己価値を持ち、両親からより成熟し、ストレスにより上手く対処でき、先を見通して計画を立て、理性を使用する傾向が高いと評価された。彼らは行為障害や高レベルの衝動性、攻撃性、多動性を持つ可能性が低かった。成人として、高遅延者は薬物問題や他の依存行動を持つ可能性が低く、離婚する可能性も低く、過体重になる可能性も低かった。就学前の子どもが満足を遅延できた1分ごとに、30年後のボディマス指数が平均0.2ポイント減少した。
これらの肯定的な結果のそれぞれは、将来のより高い報酬のために短期的な報酬を断念する能力を必要とする。満足を遅延する能力は、拒絶感受性（対人的拒絶を予期する際に不安になる傾向）に対するバッファーとしても機能する。マシュマロ実験の20年後のフォローアップでは、就学前に強い満足遅延能力を示した高い拒絶感受性を持つ個人は、4歳時に高い拒絶感受性を持っていたが満足遅延が低かった個人と比較して、より高い自尊心と自己価値、より適応的な対処スキルを持っていた。これらの説得力のある縦断的発見は、同様のパターンを示す他の研究と収束する：人生の早期に誘惑に抵抗する能力は、様々な場面で持続的な利益をもたらす。
最初のマシュマロテスト研究から40年後、神経画像データは遅延満足の神経相関を明らかにした。コーネル大学のB. J. ケイシーが率いるチームは、現在40代半ばの59人の元の参加者を募集し、遅延満足課題を与えた。マシュマロに抵抗する代わりに、これらの成人は幸せな表情に対する反応を抑制するよう指示されたが、中立的または恐れの表情に対してはそうではなかった。就学前に高遅延者だった人々は、感情的な表情に対する衝動をより上手くコントロールすることができ（すなわち、幸せな表情に反応してボタンを押さない）、高遅延者は衝動を抑制または抵抗する能力がより高いことを示唆していた。ケイシーと同僚たちは、26人の参加者が課題を完了する際の脳を機能的磁気共鳴画像法（fMRI）を使用してスキャンした。研究者たちは、高遅延者は反応を制御するために「クール」な調整戦略を使用する可能性が高く、それは右前頭前皮質の活性化として現れ、一方で低遅延者は「ホット」な戦略を使用し、依存症とも関連する腹側線条体を活性化させると仮説を立てた。実際、結果はこの異なる脳活動を示した。これはイェール大学のノア・シャモッシュとジェレミー・グレイによって実施された遅延満足の他のfMRI研究と一致しており、より小さな即時の報酬よりも大きな遅延報酬を選択した個人（仮想的状況において）は、前頭前皮質前部でより大きな脳活性化を示した。

## 能力に影響を与える要因

### 神経認知的要因
人が状況をどのように枠付けるかは、決定の結果に大きく影響する。「ホット」および「クール」戦略に関する研究は、子どもたちが待っているものを報酬の刺激的な「ホット」な特質（味、匂い、音、感触など）に注目することで実際の報酬として認知的に表象する場合、彼らの自己制御と満足の遅延は減少し、一方で報酬の抽象的な「クール」な特質（形、色、数など）に注目することでその象徴に注意を向けることは、自己制御を高め遅延を増加させることができることを示唆する。最適な自己制御と最長の満足遅延は、競合する項目、特に競合する項目の刺激的な「ホット」な特質に注意を向けることで達成できる。例えば、キャンディを食べるのを待つ間にポップコーンの味と匂いについて考えることで、遅延は増加する。これは、目標指向的な目的のために外部刺激の認知的表象を操作する個人の能力を示している。
満足を遅延することは、即時の満足への衝動を制御することと同じであり、認知的制御を必要とする。腹側線条体は中脳に位置し、大脳辺縁系の一部で報酬中枢および快楽中枢である。大脳辺縁系は常に即時の快楽の可能性に反応する。この本能を抑制するためには、推論と合理的思考にも関連する前頭前皮質が活性化しなければならない。前頭前皮質は人の注意の焦点を決定する脳の部分でもあり、これにより満足遅延を促進するより良い枠組みが可能となる。青年期と若年成人期の間、前頭前皮質は発達し成熟してより複雑になり、脳の残りの部分とより接続するようになる。このため、年長の子どもと成人は、幼い子どもよりも満足遅延課題を容易に見出す。しかし、満足を遅延する相対的能力は発達を通じて安定している。衝動をより良くコントロールできる子どもは、同様により良いコントロールを持つ成人に成長する。遅延満足を実践することは、生涯を通じて認知能力にとってかなり有益である。

### 行動的要因
行動主義者は満足遅延の獲得と教育に焦点を当て、遅延能力を高めるための治療技法を開発してきた。行動分析家は、人の現在の行動に基づいて報酬を随伴させることで行動を形成する際に、満足遅延の学習を促進する強化の効果的な原理を活用する。
行動修正の体制が成功するためには、報酬は参加者にとって何らかの価値を持たなければならない。意味のある報酬がなければ、遅延または即時の満足を提供することは、報酬が望ましい行動の強力な強化子ではないため、ほとんど目的を果たさない。
行動理論家は満足遅延を適応的スキルとして見なす。満足遅延を学ぶことは、共有や肯定的な仲間との相互作用など、肯定的な社会的行動を促進することが示されている。例えば、満足遅延を学んだ生徒は、割り当てられた活動をより良く完了することができる。単純に言えば、誰かが遅延された報酬の約束のもとで活動に取り組む場合、その課題の完了がより可能性が高くなる。
行動研究者は、即時対遅延満足の選択は、報酬が負の強化か正の強化かを含むいくつかの要因によって影響を受けることを発見した。ソルニックらによる過去の研究は、15、30、60、90秒の可変時間の大きな騒音を経験する際の両条件への時間の追加と参加者の選好に焦点を当てた実験に注目した。騒音を消すボタンは、短時間騒音を消す1つのボタンと、長時間騒音を消すもう1つのボタンで操作された。参加者は、60秒の遅延後に120秒間騒音を消すよりも、90秒間即座に騒音を消すことをより好んだことが分かった。これらの発見は、参加者が騒音からの解放のために満足を遅延することを選択せず、むしろより短い時間で即座に騒音を消すことを選択したことを示している。

#### 個人の遅延閾値
2011年の研究では、研究者は、人々が現在受け取ることができる一定額の（仮想的な）お金を提供するか、より多くのお金を1か月待つことができると告げることで、即時と遅延満足の間で自発的に選択するかどうかをテストした。結果は、満足を遅延する意欲は提供される金額に依存することを示唆したが、即時の報酬を放棄するのに十分な動機付けとなる後の報酬の閾値に広い個人差があることも示した。報酬の主観的価値は、潜在的な報酬を記述する方法からも生じる可能性がある。プロスペクト理論が述べるように、人々は強く損失を回避する。人々は、潜在的な利得として評価される場合よりも、失われるまたは放棄される可能性のあるものとして考えられる場合に、商品をより高く評価する傾向がある。

#### 時間遅延の長さ
最終的な報酬までの時間の長さも、参加者の即時または遅延満足の選択に影響を与える。2001年の研究は、報酬が180-300か月（15-25年）といった広範な時間の後に与えられない場合、報酬の金銭的価値は重要ではないことを示した。代わりに、参加者の大部分は、遅延された報酬がかなり大きくても、即時の報酬を選択する。遅延満足には限界があり、遅延は待つために必要な努力に値しないと判断されるほど長くなることがある。

#### 行動訓練

##### 教室環境での応用
南ウェールズの小学校3年生の教室で、教師は3人の女子生徒が指定された個人学習時間中に課題に取り組むことを維持することに困難を感じていた。教師は行動分析家の援助を求め、遅延満足の行動修正計画が実施された。この研究は、子どもたちが質問できる回数に制限を設け、制限を超えなければトークンで報酬が与えられた。報酬のためのトークンエコノミーは、クールな処理による遅延満足の例である。教師と生徒の気を散らす注目要求行動に焦点を当てる代わりに、教師は彼女たちに質問の数と、教師の助けを求める必要があるかどうかに焦点を当てさせた。彼女たちは最終的な報酬に焦点を当てるのではなく、トークンを獲得することに焦点を当てることで、遅延を増加させた。子どもたちにこの目標と良い行動に対する正の強化の約束を与えることで、女子生徒たちは質問と注目要求の頻度を減少させた。

##### ADHDへの応用
非影響児と比較して、ADHDの子どもたちは一般的に、報酬の頻度と獲得への努力よりも報酬の即時性と質によって影響を受けることで、より大きな衝動性を示す。しかし、研究者たちは、強化子の即時性が報酬の頻度、量または顕著性と競合する単純な自己制御訓練手順の実施を通じて、これらの衝動的な行動パターンを変更できることを実証的に示している。ある研究は、強化を待つ間のあらゆる言語活動が、ADHD参加者の満足遅延を増加させることを示した。別の研究では、ADHDと診断され衝動性を示す3人の子どもが、強化子の質の操作と変更基準デザインによる遅延の系統的な増加を通じて、即時性よりも報酬率と顕著性を好むように訓練された。子どもたちの事後評価は、自己制御が強化の未訓練の次元に転移できることを示した。

### 生涯にわたる発達
誕生時、乳児は欲求と必要が満たされるのを待つことができず、衝動制御の決定的な欠如を示す。年齢とともに、発達する子どもたちは衝動性を保持できるが、同時に即時の欲求に対する制御を獲得し、満足を延長する能力が徐々に高まる。発達心理学者は、生涯にわたる衝動制御と満足遅延の進展を研究しており、注意欠陥と行動問題に密接に関連する発達の不足も含まれる。
5歳未満の子どもは、報酬を見つめその刺激的な特徴について考えるなど、最も効果的でない満足遅延戦略を示す。5歳までに、ほとんどの子どもは報酬に焦点を当てることの非生産性を認識することでより良い自己制御を示すことができる。5歳児は代わりに、積極的に気を紛らわすことを選択したり、待つことでより価値の高い報酬が得られるという随伴性を自己指示を用いて思い出させたりすることがよくある。8歳から13歳の間に、子どもたちは報酬から心を紛らわし、それによって遅延を増加させるために、抽象的な思考と刺激的な思考を区別して使用する認知能力を発達させる。遅延戦略が発達すると、誘惑に抵抗する能力は成人期を通じて比較的安定している。就学前児の遅延満足課題での成績は、同様の構成概念と処理を測定するように設計された課題での思春期の成績と相関し、これは意志力と前頭線条体回路（前頭葉を他の脳領域に接続する神経経路）の対応する発達と並行している。高齢期における自己制御と衝動制御の低下は、クーリング戦略の減少による時間割引の低下を特に伴う報酬遅延戦略の対応する低下を予測する。

#### 性別の影響
性差に関する33の研究を通じて、小さな有意な効果（r = .06）が見出されており、これは女性の10%がより多く遅延報酬を選択できることを示しており、これは性格や社会的行動などの尺度で性別間に見られる典型的な差のパーセンテージである。この効果は、遅延割引（すなわち、遅延された報酬の価値を最小化すること）における微細な性差と、男子における衝動性と不注意のより高いレベルに関連している可能性がある。この微細な差が特定の年齢（例えば、思春期）で始まるのか、それとも生涯を通じて安定した大きさを持つのかを分析するにはさらなる研究が必要である。一部の研究者は、この性差は母親が父親よりも頻繁に子どもの欲求と必要を満たすために自身の欲求と必要を犠牲にする傾向と対応している可能性があると示唆している。

### 臨床的要因

#### 現代の臨床心理学の視点
自己制御は臨床心理学者と社会心理学者によって「主要な美徳」と呼ばれており、満足を遅延する能力が人の全体的な心理的適応において重要な役割を果たすことを示唆している。より良い満足遅延能力を持つ人々は、より高いウェルビーイング、自尊心、経験への開放性を報告し、怒りやその他の挑発に対するより生産的な反応方法も報告する。早期の遅延能力は、攻撃性や境界性パーソナリティ障害の特徴など、生涯後期の様々な感情的脆弱性の発達に対する保護要因となることが示されている。一方、精神疾患を特徴付ける多くの不適応的対処スキルは、満足遅延の困難を伴う。より長期的な利益を犠牲にして短期的な報酬を選択する傾向は、多くの形態の精神病理に浸透している。
成長する研究は、自己制御が練習を通じて強化できる筋肉に類似していることを示唆している。言い換えれば、自己制御能力は可塑的であり、これはこのスキルに苦労する人々にとって希望の源となり得る。精神療法では、衝動制御の問題に対する治療は、しばしば即時の衝動に従うことの欠点を認識し、順に満足遅延を実践することを個人に教えることを含む。不安障害では、このプロセスは恐れる状況への暴露を通じて生じ、これは最初はとても不快だが、最終的に耐えられるようになり、さらにこれらの状況が当初恐れていたほど脅威的ではないことを人の心と体に訓練する。暴露療法は、個人が満足を遅延し、初期の段階で状況から逃避する衝動に抵抗できる場合にのみ効果的である。短期的および長期的な利得の間のトレードオフに洞察を得るために、治療者は短期的および長期的結果のセクションを含む特定の行動のメリットデメリットリストを作成することを個人に援助することもある。自傷行為、物質使用、回避などの不適応的対処行動には、一般的に長期的なメリットはない。一方、有害な衝動に従うことを控えること（すなわち、遅延満足）は一般的に長期的な利益をもたらす。この認識は変化への強力な原動力となり得る。

##### 外在化障害
外在化障害（すなわち、行動化障害）は、より直接的に衝動制御の欠陥を含むため、遅延満足とのより明確な関連を示す。例えば、注意欠如多動症（ADHD）と攻撃的行動は、子どもと青年における満足遅延の困難と関連しており、青年と成人における物質乱用、ギャンブル、その他の依存行動も同様である。2010年の研究では、満足遅延能力がより強い10代と若年成人は、アルコールを飲んだり、タバコやカンナビスを吸ったりする可能性が低かった。2011年の研究では、ADHDの有無による子どもの間の遅延満足の違いは、IQを統計的に制御した後では有意ではなくなった（言い換えれば、ADHDはIQの影響を超えて遅延満足と関連していなかった）。これは知能と遅延満足の間の高い相関に起因する可能性があり、遅延満足とADHDの関連がさらなる調査から恩恵を受ける可能性があることを示唆している。

##### 内在化障害
満足遅延の困難は、不安やうつ病などの内在化障害においても役割を果たす。不安における特徴的な行動は、恐れるまたは不安を引き起こす状況の回避である。回避に伴う即時の安堵を求めることによって、人は回避を引き起こした恐れと不安を克服することからのより大きな報酬よりも、即時満足の引力に屈している。不安の反映であることが多い先延ばしは、明確な例である：人は恐れる課題を避け、代わりにより楽しい即時の活動に従事する。強迫性障害（OCD）は、この不安関連の満足遅延の苦闘のより衝撃的な事例である；OCDを持つ人は、強迫行為が長期的には強迫観念を追放しないにもかかわらず、強迫観念の拷問を一時的に緩和する強迫行為に抵抗することができない。しかし、ある実験では、OCDサンプルと健常対照群の間で遅延満足に有意な差は見られなかったが、強迫性パーソナリティ障害を持つ人々の間では遅延満足が実質的に改善されていることが見出された。うつ病も満足遅延能力の低下と関連しているが、原因と結果の方向は明確ではない。以前楽しんでいた活動に従事するよう自分を押し進めることが困難なうつ病の人は、（意図的であるかどうかにかかわらず）短期的な快適さを優先し、満足遅延能力の障害を示している。意図的な自傷行為（例えば、自分を切る）に従事する個人は、感情的苦痛に対する耐性が低いが、身体的痛みに対する耐性が高いという証拠がある。したがって、彼らは満足を遅延することができず、感情的苦痛を素早く終わらせる方法を必要とするために自分を傷つけると主張されている。

#### 精神分析的衝動と衝動性
ジークムント・フロイトは、満足遅延への苦闘をイドの本能的なリビドー的衝動を克服するための人の努力として見なした。古典的精神分析理論によれば、人の精神はイド、エゴ、スーパーエゴで構成されている。イドは快楽原則によって駆動される：それは身体的快楽を望み、それを今すぐ望む。現実原則の下で機能するエゴは、人の内在化された道徳感によって導かれるスーパーエゴに対して、イドの即時満足への欲求を調整する役割を果たす。精神分析理論によれば、満足遅延が困難な人は心理内的葛藤に苦しんでおり - エゴがイドとスーパーエゴの間の戦いを適切に調整できない - そして不安や「神経症」の形で心理的苦痛を経験する。
他の精神分析的研究者は、遅延満足についてより微妙で、普遍的に肯定的ではない見方を述べている。デイビッド・C・ファンダーとジャック・ブロックは、満足を遅延するか、しないかという人の傾向は、衝動を調整または制御する人の能力として定義されるエゴ制御という、より広い構成概念の一要素に過ぎないと理論化した。ファンダーによれば、エゴ制御は「一方の端にエゴの過少制御から他方の端にエゴの過剰制御まで」の範囲を持つ。これらの傾向は各個人において比較的安定していると考えられ、過少制御に傾く人は「長期的な利得を犠牲にしてでも即時に利用可能な報酬を掴む」し、過剰制御に傾く人は「コストなしに得られる場合でも快楽を遅延または放棄さえする」。この見方によれば、満足の遅延は特定の環境では適応的かもしれないが、他の環境では不適切または費用がかかる可能性さえある。
ファンダーとブロックは、エゴ制御モデル（遅延満足は、特定の事例で適応的かどうかにかかわらず、動機づけの衝動を抑制する一般的な傾向として見なされる）と、エゴ弾力性モデル（ミッシェルの研究によって支持される、遅延満足は適応的な場合にのみ生じるスキルとして見なされる）の間の区別を示している。これらのモデルを切り離すために、ファンダーとブロックは青年におけるエゴ制御、エゴ弾力性、IQと遅延満足の関連を探求した。青年たちは、6回の研究セッションそれぞれで4ドルを支払われるか、最後のセッションまで支払いを遅延し、その場合には「利子」として追加の4ドルも獲得するかの選択があった。
結果は遅延満足の両モデルを支持した。10代の満足遅延の傾向は、確かにIQとエゴ弾力性（例えば、高遅延者はより責任感があり、一貫性があり、好ましく、共感的で、寛大であり、敵意が少なく、気分むらが少なく、自己放縦が少なく、反抗的でないと評価された）と関連していたが、エゴ制御（例えば、高遅延者は「欲求と衝動の過剰制御に傾向がある」「多くの領域で保守的な価値観を好む」と評価された）とも独立して関連していた。研究者たちは、エゴ制御（すなわち、全体的な衝動性）における個人差は、インセンティブがより大きく、より動機づけとなる場合に、遅延満足においてより大きな役割を果たす可能性があることを指摘した。
1998年の著作で、ファンダーは遅延満足を「功罪相半ば」と述べた。彼は結論付けた：「最も遅延を示した参加者は、自己制御が単に'より優れて'いただけでなく、ある意味でそれを避けることができないようであった。... 遅延者は一般的に賢く適応がよいが、やや過剰に制御され、不必要に抑制される傾向もある」。

### 環境的および社会的要因

#### 誰が制御しているか
満足を遅延する能力に影響を与える要因は、遅延の随伴性が自己課題的（遅延は待っている人の意志で終了できる）か、他者、機関または状況によって外部的に課題されているかによって異なる。随伴性が自己課題的である場合、報酬の物理的存在は満足遅延を助けるように見える。一方、遅延が外部的に課題される場合、子どもたちは報酬が存在する時にはそれほど長く待つことができず、これらの状況下でのより大きな欲求不満を示唆している。

#### 課題従事
仕事や割り当てられた課題に従事することは、報酬が誇示されていない限り、報酬からの効果的な気晴らしを生み出し、より長い遅延を待つことを可能にする。仕事中に報酬が存在し（そして容易にアクセス可能である）ことは、動機付けを提供するというよりも、からかいに似た否定的な欲求不満を生み出す。例えば、宿題を終えている最中に他の子どもたちが外で遊んでいるのを見ることができる子どもは、休み時間を待つことへの動機付けが低くなる。仕事と課題従事が満足遅延に加えるもう一つの要因は、仕事が興味深く、それ自体に何らかの強化的な質を持っている場合、報酬への注意は仕事への動機付けというよりも気晴らしとなるため、仕事の生産性を低下させることである。

#### 母子関係
12-24か月の幼児が親との分離に対処する際に示すより肯定的な感情と行動は、3.5年後に満足を遅延するためのクーリング戦略を使用する能力の高さと関連している。これは、社会的および対人的欲求不満に対処するために必要なコーピングの感情的スキルとプロセスが、目標指向的な満足遅延の苛立ちに対処するために利用されるものと類似していることを示唆している。母親との愛着も子どもの満足遅延能力の発達に影響を与える。母親の制御レベルと子どもが環境を探索する際に母親にどれだけ近くにいるかの間に相互作用が見出されている。
制御的な母親を持ち、母親から遠く離れて環境を探索する子どもは、より多くのクーリング戦略を使用でき、後で来る報酬を好む。同様に、非制御的な母親の近くにいる子どもも、より多くのクール戦略を使用し、より長い遅延を示す。これは、制御的な母親の一部の子どもは、侵入的な刺激から気を紛らわすまたは効果的に回避する方法をより良く学習していることを示唆しているが、彼らの感情的能力への追加的な影響は推測されているが不明である。子どもが幼児であった時に、特にストレスの多い自己調整の時期に母親が反応的で支持的であった就学前児は、効果的な注意戦略を使用して満足を遅延する能力がより高く、これは非常に要求の高い時期における母親の反応性が、自己調整、自己制御、感情的能力の発達にとって重要であることを示している。

#### 報酬の信頼性
研究者たちは、報酬の信頼性が満足を遅延する能力に影響を与えるかどうかを調査してきた。報酬の信頼性は、受け取った報酬が質と量の面で期待されたまたは約束されたものとどの程度一致するかを指す。例えば、研究者たちは子どもたちに、待てばより良い美術用品を受け取れると告げた。子どもたちが報酬のために首尾よく待った後、より良い用品は「見つけられず」、そのため彼らは状態の悪いクレヨンとシールを使わなければならなかった。これらの子どもたちを、約束された報酬を確実に受け取った子どもたちと比較すると、その後の遅延満足を測定するマシュマロテストで異なる結果が示された。研究者の約束が信頼できないことを学んだ子どもたちは、すぐにマシュマロを食べることに屈し、平均でわずか3分しか待てなかった。逆に、研究者が信頼できることを学んだ子どもたちは平均12分待つことができ、多くの子どもたちは報酬を2倍のマシュマロにするために研究者が戻ってくるまでの全15分を待つことができた。

### 遺伝学と進化
進化理論は、遅延満足行動に関連するコストとリスクの両方があるため、遅延満足特性の選択に対して反論できる。そのようなコストの1つは、待機時間に関連する基本的な機会費用である。待っている間、個体は他の食物を探すために使用できる時間を失う。高カロリーの食物を求めることは明確な進化的利点をもたらす。また、辛抱強く待つことには2つのリスクがある。第一に、他の動物が最初に食物にたどり着く可能性があり、これは中断リスクとしても知られる。第二に、おそらく捕食者によって報酬を得る機会が途絶える可能性があり、これは終了リスクとしても知られる。これらのコストとリスクは、個体の適応度が脅かされる状況を生み出す。現実世界で報酬遅延が発生する例がいくつかある。例えば、果実を食べる動物は、未熟な果実をすぐに食べるか、熟すまで待って満足を遅延するかの選択肢がある。中断リスクがここで役割を果たし、個体が未熟な果実を断念すれば、他の個体が先にそれを手に入れる可能性があるためである。また、ナッツや貝類などの採取型採餌では、外殻が遅延を生み出す。しかし、食物を貯蔵し食事を延期できる動物は、厳しい条件下で生き残る可能性が高く、したがって満足遅延は進化的利点も持つ可能性がある。
遅延満足には強い遺伝的要素が存在する可能性が高いが、直接的な関連は確立されていない。ニューロンが最も単純な課題を遂行するためには多くの複雑な遺伝的相互作用が必要であるため、この行動を研究するために1つの遺伝子を分離することは困難である。同じ理由で、複数の遺伝子が遅延満足に責任を負っている可能性が高い。遅延満足の遺伝的相関関係を発見するにはさらなる研究が必要である。

## 動物研究
遅延満足または据え置き満足は、遅延割引、生態学的要因、個体の適応度、神経生物学的メカニズムと関連付けることができる動物行動である。この行動の研究は、オマキザル、タマリン、マーモセット、ラット、ハトなどの動物で実施されてきた。

### 遅延割引
動物が報酬を待つか、すぐに報酬を受け取るかの選択に直面した場合、報酬の割引は双曲線的である。報酬を待つ時間の長さが増加するにつれて、報酬は徐々に割り引かれる。実証的データは、指数的割引、つまり待ち時間の単位当たり一定の率で報酬を割り引くことは、採餌に無作為の中断がある場合にのみ発生することを示唆している。割引は動物のリスク感受性とも関連付けることができる。リスクを遅延と関連付けるのではなく、リスク感受性は遅延割引の関数として作用する。
ヘイデンとプラットによって実施された研究では、マカク属のサルに、確実に受け取ることができる中程度の報酬か、よりリスクの高い選択かの選択が与えられた。よりリスクの高い選択は、50%の確率で大きな報酬を、残りの50%で小さな報酬をサルに与えた。最終的な報酬は同じであったが、サルはよりリスクの高い選択を好んだ。研究者たちは、サルは自分たちの行動をリスクとしてではなく、むしろ大きな遅延報酬として見ていたと推測した。彼らは、サルは大きな報酬を確実なものと見なしていたと推論した：最初の機会で大きな報酬を得られなかった場合、最終的にはそれを得られるが、より長い遅延を伴うと考えていたということである。
この理論を検証するために、彼らは報酬を選択する機会の間の時間を変えながら同じテストを行った。間隔が増加するにつれて、サルがよりリスクの高い報酬を選択する回数が減少することを発見した。これはマカク属のサルで発生したが、別の研究では間隔時間の変化はハトの選択に影響を与えなかった。これは、異なる種のリスク感受性の変化を調べる研究が必要であることを示唆している。小さな短期遅延報酬と大きな長期遅延報酬の間の選択が与えられた場合、前者への衝動的な選好がある。さらに、小さな/短期と大きな/長期報酬の遅延時間が増加するにつれて、より大きな遅延報酬への選好のシフトが生じる。この証拠は双曲線的割引のみを支持し、指数的割引は支持しない。

### 生態学的要因
経験的モデルを使用する場合、報酬選好を予測することは単純に見えるが、動物の遅延満足行動に影響を与えるように見える多くの生態学的要因がある。現実世界の状況では、「将来の報酬の本質的な不確実性のために割引は理にかなっている」。
ある研究は、報酬割引が文脈特異的であるかを調べた。小さな報酬と大きな報酬の間の時間と空間を変えることによって、これらの要因がタマリンとマーモセットの意思決定にどのように影響するかをテストすることができた。タマリンはより大きな食物報酬のためにより長い距離を移動するが、マーモセットほど長く待つことはしないことを示した。逆に、マーモセットはより長く待つが、そこまで遠くまで移動しない。その後、この割引行動は種の通常の採餌行動と直接相関すると結論付けた。タマリンは昆虫を探して広い距離にわたって採餌する。昆虫の捕獲と摂食には、素早い衝動的な決定と行動が必要である。一方、マーモセットは樹液を食べ、これは分泌により多くの時間がかかるが、マーモセットが広い距離を移動する必要はない。
ヒトと他の動物、特に霊長類との間の生理学的類似性は、両グループ間のより多くの比較研究につながっている。動物モデルを用いた将来の研究は、人々が現実世界で即時対遅延満足について決定を下す方法についての理解を拡大することができる。